# Contestation au Liban en 2011
La contestation au Liban en 2011 remonte au mois de janvier 2011 et s'inscrit dans un le contexte révolutionnaire des pays arabes. Comme en Tunisie ou encore en Égypte, les manifestants demandent plus de libertés et de démocratie, un meilleur respect des droits de l'homme mais aussi une laïcisation de la société ainsi qu'une réforme profonde de la politique particulière de ce pays.

## Contexte

### Proche révolte bahreïnie
Les chiites de l'est du pays manifestent en soutien aux protestataires de Bahreïn le 17 mars.